# Automeris barragani
Automeris barragani é uma espécie de mariposa do gênero Automeris, da família Saturniidae.
Sua ocorrência foi registrada no Equador, em Carchi, estrada entre El Chical-Carolinae, a 2.360 m de altitude.